# Tawas City
Tawas City är administrativ huvudort i Iosco County i Michigan. Orten grundades år 1854 och ortnamnet härleds från indianhövdingen O-ta-was, som hade haft sitt läger i området.

## Kända personer från Tawas City
- Jeff Janis, utövare av amerikansk fotboll